# Othresypna spodix
Othresypna spodix là một loài bướm đêm trong họ Noctuidae.